# Casaprota
Casaprota è un comune italiano di 680 abitanti della provincia di Rieti nel Lazio.

## Geografia fisica

### Territorio
Casaprota sorge a 523 metri di altezza sul livello del mare, sulle propaggini meridionali dei monti Sabini.
Centro agricolo situato nell'alto bacino del torrente Farfa, sul crinale della cresta collinare che divide la valle principale da quella laterale destra solcata dal fosso Montenero.

### Clima
Classificazione climatica: zona E, 2317 GR/G

## Storia
L'origine dell'abitato risale al secolo X, quando il fundus Casaprotae apparteneva all'Abbazia di Farfa. Sembra verosimile che tra il XI e il XII secolo sia appartenuta alla nobile famiglia De Romania, la più potente famiglia della Sabina del tempo. Alcuni documenti citano lo scontro che si ebbe per il possesso della chiesa di S. Angelo tra i De Romania e la consorteria dei Camponeschi, altra nobile famiglia che possedeva molto castelli eretti in altituini della sabina. Passò poi verso la fine del XIII secolo come dominio della famiglia Brancaleoni, ramo dei De Romania, che infine la vendettero agli Orsini nel 1476. Nel 1604 venne incamerato nei domini diretti dello Stato Pontificio.

### Simboli
Lo stemma e il gonfalone sono stati concessi con DPR del 4 giugno 1990.
Nello stemma è raffigurato l'arcangelo Michele, con ali d'argento ed elmo, tunica e gambali d'oro, impugnante con una mano uno scudo ovale d'oro con una croce rossa, e con l'altra un'asta d’argento, nell'atto di calpestare e trafiggere un diavolo rosso, con corna, artigli, ali di pipistrello, coda e piedi caprini neri. Le due figure sono poste su una campagna diminuita di verde.
Il gonfalone è un drappo partito di bianco e di rosso.

## Società

### Evoluzione demografica
Abitanti censiti

## Economia
Di seguito la tabella storica elaborata dall'Istat a tema Unità locali, intesa come numero di imprese attive, ed addetti, intesi come numero addetti delle unità locali delle imprese attive (valori medi annui).
|           | 2015                  |                              |                            |                |                       |                     | 2014                  |                | 2013                  |                |
| --------- | --------------------- | ---------------------------- | -------------------------- | -------------- | --------------------- | ------------------- | --------------------- | -------------- | --------------------- | -------------- |
|           | Numero imprese attive | % Provinciale Imprese attive | % Regionale Imprese attive | Numero addetti | % Provinciale Addetti | % Regionale Addetti | Numero imprese attive | Numero addetti | Numero imprese attive | Numero addetti |
| Casaprota | 28                    | 0,29%                        | 0,01%                      | 39             | 0,17%                 | 0,03%               | 31                    | 47             | 32                    | 47             |
| Rieti     | 9.765                 |                              | 2,14%                      | 22.908         |                       | 1,49%               | 10.044                | 23.834         | 10.407                | 25.272         |
| Lazio     | 455.591               |                              |                            | 1.539.359      |                       |                     | 457.686               | 1.510.459      | 464.094               | 1.525.471      |

Nel 2015 le 28 imprese operanti nel territorio comunale, che rappresentavano lo 0,29% del totale provinciale (9.765 imprese attive), hanno occupato 39 addetti, lo 0,17% del dato provinciale (22.908 addetti); in media, ogni impresa nel 2015 ha occupato una persona (1,39).

## Infrastrutture e trasporti

### Strade
L'arteria di collegamento di maggiore importanza per Casaprota è la Strada statale 4 Via Salaria, che collega il comune a Roma e al capoluogo Rieti. Il paese è collegato alla statale per mezzo di due tortuose strade comunali: una si collega alla Salaria in località Ornaro (in direzione Rieti), l'altra in località Ponte Buida (nei pressi di Osteria Nuova, in direzione Roma).
Un'altra strada comunale collega Casaprota a Montenero e quindi alla strada provinciale n. 46 "Tancia", che conduce a Poggio Mirteto.

### Ferrovie
Casaprota non è servita da alcuna linea ferroviaria. Il paese avrebbe dovuto essere collegato dalla Ferrovia Salaria (Roma-Rieti-Ascoli Piceno-San Benedetto del Tronto), che fu più volte progettata sin dalla fine dell'Ottocento ma mai realizzata.

## Amministrazione
Nel 1923 passa dalla provincia di Perugia in Umbria, alla provincia di Roma nel Lazio, e nel 1927, a seguito del riordino delle circoscrizioni provinciali stabilito dal regio decreto n. 1 del 2 gennaio 1927, per volontà del governo fascista, quando venne istituita la provincia di Rieti, Casaprota passa a quella di Rieti.
| Periodo | Periodo   | Primo Cittadino    | Partito                                | Carica  | Note |
| ------- | --------- | ------------------ | -------------------------------------- | ------- | ---- |
| 1998    | 2002      | Marcello Ratini    | lista civica                           | Sindaco |      |
| 2002    | 2007      | Marcello Ratini    | lista civica                           | Sindaco |      |
| 2007    | 2012      | Edo Filippi        | lista civica                           | Sindaco |      |
| 2012    | 2017      | Marcello Ratini    | lista civica                           | Sindaco |      |
| 2017    | 2022      | Marcello Ratini    | lista civica La Torre                  | Sindaco |      |
| 2022    | in carica | Cosimo Mastrorocco | lista civica Progetto Futuro Condiviso | Sindaco |      |

### Altre informazioni amministrative
- Fa parte della XX Comunità Montana dei Monti Sabini
- Fa parte dell'Unione dei Comuni "Alta Sabina"